# СашаТаня
«СашаТаня» — серіал-ситком телеканалу «ТНТ». Спін-офф серіалу «Універ». В ефірі з 3 червня 2013 року.

## Сюжет
Після закінчення навчання Саша і Таня Сергеєви разом зі своїм сином Олексієм переїжджають в двокімнатну квартиру в Алтуф'єво. Але Сильвестр Андрійович вирішив не залишати молоду сім'ю і всіляко проявляє про неї турботу.
У другому сезоні Сашу підвищують у посаді і він по іпотеці купує квартиру в новому житловому комплексі (на початку п'ятого сезону повністю виплачує іпотеку). Таня влаштовується адміністратором в салон краси. У Сильвестра Андрійовича з'являються дружина Єва і донька Мілана. Гоша і Ліля одружуються.
У третьому сезоні Саша став заступником генерального директора страхової компанії «Меридіан». Гоша втік від Лілі з іншою дівчиною на Балі, але незабаром вона зустріла фотографа Мішу. Таня стала адміністратором кафе «Мілана», яке Сильвестр Андрійович подарував своїй дружині Єві.
У четвертому сезоні Саша і Таня доглядають за двоюрідною сестрою Тані Катею, що приїхала на навчання. У Лілі з Мішею народжується син Саша.
У п'ятому сезоні Сильвестр Андрійович тимчасово потрапляє до в'язниці внаслідок «підстави» і після звільнення шукає шляхи відродження свого бізнесу, зруйнованого стараннями сина.
У шостому сезоні Сильвестр Андрійович продовжує відродження свого бізнесу і відкриває завод з виробництва коньяку.

## Головні герої
Олександр Сильвестрович Сергєєв (Саша) (Андрій Гайдулян) — менеджер (з другого сезону — старший менеджер, з третього сезону — заступник генерального директора страхової компанії «Меридіан». Одружений з Танею, є син Альоша. Підкаблучник. Сексуально заклопотаний. Любить продукти швидкого приготування, бо незадоволений Таніним куховарством, що, до незадоволення дружини, позначається на її фігурі. З усіх сил намагається не залежати від свого батька-олігарха Сильвестра Андрійовича Сергєєва і жити самостійно.
Тетяна Миколаївна Сергєєва (Таня) (Валентина Рубцова) — дружина Олександра Сергєєва. Любляча і господарська, але дуже ревнива, егоїстична і іноді стервозна. Має величезний вплив на чоловіка, при цьому підтримує його бажання жити самостійно. Як господиня й мати більш досвідчена, завжди з радістю допомагає Єві і Лілі, які тільки стали матерями. У першому сезоні була домогосподаркою, доглядала за сином Альошкою. У другому сезоні влаштувалася адміністраторкою в салон краси. З третього сезону — адміністраторка кафе «Мілана».

## Основні персонажі
Олексій Сергєєв (Альоша) (Артемій Широков, Юрій Кеппер) — син Саші і Тані. Народився ще в їх студентські роки (див. «Універ», 217-я серія).
Сильвестр Андрійович Сергєєв (Олексій Климушкін) — батько Саші. Олігарх, доларовий мільярдер (статорк $ 4 500 000 000). Живе на Рубльовці, їздить на автомобілі «Rolls-Royce Phantom LONG». Цинічний, суворий, запальний, але дотепний і добрий в душі. Постійно лає охоронця Гену, використовуючи жартівливі епітети, при цьому той для олігарха став майже членом сім'ї. Завдяки наявності Гени вважає себе невразливим, і якщо його немає поруч, відчуває себе незатишно. У першому сезоні намагався матеріально допомагати синові і його сім'ї, хоча і розумів, що Саші це не подобається, але в другому сезоні перенаправив свої любов і турботу на нову дружину Єву і дочку Мілану. Незважаючи ні на що пишається самостійністю сина і вважає, що виховав його правильно. У 161-ї серії, поки сидів у в'язниці за безпідставним звинуваченням, його статок (під управлінням Саші) скоротився до 1 000 000 рублів. В кінці 5 сезону повернув собі статки своїм методом за допомогою медичної страховки.
Єва Олександрівна Сергєєва (Аліна Ланіна) — колишня стюардеса з Красноярська, з 2-го сезону — дружина Сильвестра Сергєєва і мати (з 56-ї серії) його дочки Мілани. Добра і привітна. Подруга Тані, звертається до неї за допомогою у сімейному житті, вважаючи її більш вправною господинею, що іноді для обох виходить боком. Ревнива і трохи наївна, внаслідок чого трапляються казусні ситуації. У 103-ї серії стала власницею кафе «Мілана».
Геннадій Андрійович Виноградов (Гена) (Андрій Свиридов) — начальник служби охорони Сильвестра Сергєєва. Народився в Златоусті. Служив у повітряно-десантних військах. На вигляд мовчазний, похмурий і дурнуватий широкоплечий велетень, але насправді добрий і доброзичливий, старанний і компетентний у справах охорони. Об'єкт для жартів Сильвестра Андрійовича, однак відданий йому всією душею. 
Георгій Михайлович Рудковський (Гоша) (Олексій Гаврилов) — друг Саші. Хитрий і лінивий, любить пиво і відеоігри. Має гарне почуття гумору, але жартує в основному над друзями. Зустрічався з Лілею Волковою (одружилися у 65-ї серії), у 102-ї серії втік на Балі з іншою дівчиною.
Лілія Олексіївна Волкова (Ліля) (Лариса Баранова) — подруга Тані. Народилася в Уфі. Захоплюється езотерикою і спіритизмом. Дуже забобонна, любить народні засоби. Завжди говорить правду в очі (навіть образливу) і не вміє зберігати чужих секретів. Вегетаріанка. Екстравагантна в одязі і в поведінці, проте у другому сезоні стає більш спокійною. Зустрічалася з Гошею Рудковським (одружилися у 65-ї серії, в 102-ї серії розлучилися), після його відходу зійшлася з Мішею і народила хлопчика, якого назвали Олександром на честь Саші.
Артур Тигранович Мікаелян (Майкл) (Арарат Кещян) — друг Саші. Вірменин з Адлера. Бабій. Володіє хорошим почуттям гумору і здоровим глуздом, а також комерційною хваткою і кмітливістю, яка допомагає йому вміло виплутуватися з різних неприємних ситуацій.
В'ячеслав Григорович Комаров (Комар) (Сергій Рудзевич) — безпосередній начальник Саші в страховій компанії «Меридіан». Демократичний: регулярно ловить підлеглих за сторонніми справами на робочому місці та іншими помилками, але вказує їм на проступки з гумором та іронією. Спочатку ставився до Саші як до підлеглого, але в міру кар'єрного зростання обох вони стали хорошими друзями. 
Альберт (Павло Кассинський) — сусід Саші і Тані по сходовій клітці, з 2 сезону — консьєрж в новому будинку Сергєєвих. Віддає перевагу спортивному стилю одягу, вживає алкоголь. Добрий, завжди готовий (за невелику винагороду) надати допомогу, але не гребує дрібними крадіжками і аферами.
Михайло (Міша) (Олександр Шам) — новий хлопець Лілі (зі 105-ї серії), професійний фотограф. Познайомилися в тату-салоні, де та видаляла татуювання з ім'ям Гоші. У 159-й серії став батьком хлопчика, якого назвали Олександром на честь Саші.
Катерина Шумакова (Катя) (Анастасія Уколова-Зенковіч) — з 4 сезону. Двоюрідна сестра Тані Сергєєвої з Озерська, яка приїхала в Москву на навчання. Відкрита, доброзичлива, але трохи незграбна. Любить тусовки, лінується в навчанні, але вміє проявляти чудеса кмітливості.

### Запрошені знаменитості
- Йолка[5] — 5 серія
- Сергій Звєрєв — 21 серія
- Павло Воля — Новорічна серія № 1 (80)
- «Дискотека Аварія» — Новорічна серія № 1 (80)
- Катерина Варнава — 42, 45 серії
- Тимур Батрутдінов — 50 серія
- Сергій Сафронов — 58 серія
- «Градуси» — 65 серія
- Сергій Гореліков — 66 серія
- Володимир Єпіфанцев — 82 серія
- Максим Голополосов — 95 серія
- Карина Звєрєва — 112 серія
- Віктор Комаров — Новорічна серія № 3 (160)
- Джиган — 136 серія
- Олександр Муратаєв — 195 серія
- Марина Федунка — 205 серія
- Яна Кошкіна — 219 серія

## Над серіалом працювали
Автори ідеї
- В'ячеслав Дусмухаметов
- Семен Слєпаков

Режисери
- Михайло Старчак
- Сергій Казачанський

Оператори
- Олександра Кузенкіна
- Міла Сивацька

Сценаристи
- Євген Перов
- Максим Том*як
- Максим Комаров
- Денис Шалабодов
- Максим Кощеєв
- Кирило Яровицин
- Олександр Ільїних

Виконавчий продюсер
- Таймураз Бадзієв

Креативні продюсери
- Максим Шкаліков
- Олексій Іванов
- Заур Болотаєв

Продюсери
- Артур Джанібекян
- Олександр Дулерайн
- В'ячеслав Дусмухаметов
- Семен Слєпаков

## Епізоди
| Сезон | Сезон | Серії                                                      | Період трансляції                                 |
| ----- | ----- | ---------------------------------------------------------- | ------------------------------------------------- |
|       | 1     | 1-40 (40 серій) Новорічна серія № 1 (80 серія)             | 3 червня — 8 серпня 2013 31 грудня 2014           |
|       | 2     | 41-79 (39 серій)                                           | 12 січня — 3 вересня 2015                         |
|       | 3     | 81-100, 102-120 (39 серій) Новорічна серія № 2 (101 серія) | 14 листопада 2016 — 29 серпня 2017 28 грудня 2016 |
|       | 4     | Новорічна серія № 3 (160 серія) 121-159 (39 серій)         | 28 грудня 2017 22 січня — 20 вересня 2018         |
|       | 5     | Новорічна серія № 4 (180 серія) 161-200 (40 серій)         | 25 грудня 2018 3 червня — 30 грудня 2019          |
|       | 6     | 201-240 (40 серій)                                         | 2 — 28 січня 2021                                 |
|       | 7     | 241—280 (40 серій)                                         | 16 травня 2022 – 2 лютого 2023                    |
|       | 8     | 281—300 (20 серій)                                         | 15 травня – 8 червня 2023                         |